# Юрты (Томская область)
Ю́рты (шёш. южносельк. Кӱ̄ял э̄д, Тю́ӓл эд, Кӭра́т Ню̄р) — посёлок в Колпашевском районе Томской области, Россия. Входит в состав Инкинского сельского поселения.

## География
Расположен на левом берегу Оби на водотопном месте в устье р. Шудельки, примерно на 1325 км по Оби. На картах XX в. отмечается Инкинский яр.

## История
Исторический населённый пункт южных селькупов (группа шёшкуп). Одно из крупнейших южноселькупских поселений. В южноселькупском ареале выделяются отдельные поселения и сгустки поселений, где в разные годы происходила концентрация селькупского населения (особенно значительная в середине XIX в.), на Оби между устьями Кети это юрты Иванкины – Инкины – Чаршины – Теголовы – Иготкины. До 1930-х гг., т.е. до массовой ссылки в Нарымский край и массовых русско-селькупских брачных предпочтений, выделенные посёлки-юрты реально были местом концентрации селькупской этничности, куда стремились вернуться после многолетних миграционных передвижений по просторам Нарымского края те, кто в них родился.
Поселение относилось к 3-й Парабельской инородческой волости. В 1629 г. князем этой волости, выступавшим от имени местных остяков перед русскими властями, был Мер, в 1630-е гг. — Арепча, а с 1644 по 1660-е гг. — князь Кусконча.
В Нарымском уезде уже в 1710 году отмечают юрты Секенака Инкова. Из предания, записанного А. Ф. Плотниковым, известно, что селькупское селение Инкино в конце 1700-х гг. имело более 100 человек мужского пола, из которых много утонуло во время бывшего большого наводнения, а затем в 1820-х гг. в селении стало 80 человек мужского пола, из числа которых более половины умерли от бывшего в то время сильного жара (наверное, от солнечного удара). По оценке А.Ф. Плотникова, как в Инкиных, так и в Ромашкиных юртах, судя по пришедшим в ветхость старым домам, можно предположить, что первые владельцы их жили когда-то состоятельно.
Неподалёку от юрт в XIX – начале XX вв. находилось неводное рыбопромышленное заведение купца А. Ф. Колесникова на арендуемом им у инородцев Инкинском песке, за который он ежегодно выплачивал им 200 рублей.
Жителями юрт Инкиных в 1870-е гг. были остяки Игырмаевы / Игырмашевы / Игырмековы, Пландеуровы / Пеадеуровы / Пиадеуровы (ошибочно прочитанная фамилия Алдауровы), Кынжеевы / Киндеевы / Кынтеевы / Кильдеевы, Немдогины / Непдыгины / Нендыгины (написание данных фамилий в метрических книгах постоянно варьируется), а также Коченгины, Малгетовы, Лозыгины, Кадины. В 1897 г. здесь было 10 хозяйств — 23 человека селькупов и 11 русских жителей. В 1911 г.: 16 хозяйств — 28 селькупов и 37 русских.
Жители юрт Инкиных тесно контактировали с населением окрестных селькупских деревень-юрт от Езенгино до Ласкино.
В начале XX в. юрты Инкины относились к приходу церкви Живоначальной Троицы села Инкино.
В 1926 году юрты Инкины состояли из 8 хозяйств, основное население — русские. В составе Инкинского сельсовета Колпашевского района Томского округа Сибирского края.
Селькупское название Кӱ̄ял э̄д происходит от слова "рыболовный сачок". Кӭра́т Ню̄р — букв. "луг села́".

### Самоуправление
Местные селькупы образовывали отдельную Инкинскую землю. Границы земель назывались по-русски — межа́ (мета́). Были границы (межи) между Иванкино, Киярово, Юртами, Иготкино, Тиголово. У каждого промысловика была своя охотничья тропа. Говорили так: Ми лада́й ватто́м — «наша черканная дорога». Границей между Инкиной и Кияровой землёй была река Чаршинка. Межа между Иванкино и Инкино проходила по перешейку двух озёр.

### Язык
Отмечается, что селькупский говор юрт Инкиных и Зайкиных отличался от соседних — иванкинского и ласкинского.

## Население
В 1959—1972 гг. в Юртах жили два остяка — Колмонаков Егор, приехавший из Иготкино, и бабушка Марина Тугоякова, остальные все жители были русские.
| 1920 | 1926 | 2002 | 2010 | 2012 | 2013 | 2014 |
| ---- | ---- | ---- | ---- | ---- | ---- | ---- |
| 65   | ↘32  | ↘16  | ↘6   | ↘4   | ↗5   | →5   |
| 2015 | 2021 |      |      |      |      |      |
| ↘4   | ↘0   |      |      |      |      |      |